# Prayer
«Prayer» — сингл, выпущенный 20 августа 2002 года американской рок-группой, Disturbed как первый сингл c их второго альбома Believe. Главной темой для создания этой песни послужила смерть дедушки вокалиста Дэвида Дреймана и также обстоятельства после нападений 11 сентября 2001 года, лирика этой песни, как бы беседа между Дрейманом и Богом. После выпуска клипа на эту песню, почти все телеканалы отказались транслировать видеоклип «Prayer», объясняя это тем что клип имеет очень много общих черт с нападениями 11 сентября 2001 года. Песня «Prayer» достигла позиции #3 на чарте США, Billboard Mainstream Rock Tracks и Alternative Songs, также достигла позиции № 58 на Billboard Hot 100 и № 14 на канадской Canadian Singles Chart.

## Темы лирики
«Prayer» была вдохновлена двумя лирическими событиями, первой и главной темой подтолкнувшей к написанию песни стала смерть дедушки вокалиста Дэвида Дреймана, второй темой лирики стало нападение 11 сентября 2001 года, лирика песни в основном это ответ духовенству, сделанное к этим событиям. Дэвид Дрейман объяснил, «Вместо того, чтобы утешить людей, Джерри Фалуэл отчитывал их и использовали ситуацию как средство полномочии, говоря, что это была наша собственная ошибка, потому что мы — декадентские и разнородные люди». «Я только думал, что это понятие смешно». Поэтому, «Prayer», песня о беседе между Дрейманом и Богом. В беседе Дрейман спрашивает Бога почему он «навлекает это», если он пытается использовать боль, чтобы выявить ответ от Дреймана.

## Видеоклип
«Prayer» была снята Братьями Стрэюзоми в конце июня 2002 года и выпущена в следующем месяце. Вокалист Дэвид Дрейман, который написал обработку видео музыки, объяснил, что видео музыки основано на истории Книги Иова от Библии. По сюжету видеоклипа Дэвид Дрейман спускается вниз по улице и видит различные сцены отчаяния людей, такие как проститутка которая вспоминает своё детство, бездомного человека который вспоминает свою богатую жизнь, и проповедника, который предсказывает конец мира. Дэвид Дрейман продолжает идти, и там же показываются несчастные случаи, которые происходят с другими участниками группы Disturbed. В кульминационном моменте видеоклипа происходит землетрясение, падают дома и царит хаос, а затем вся группа играет на обломках города. Дрейман объясняет, «Это происходит от Книги Иова, которая проводит через испытания и несчастья и все ещё проникает невредимм и достигающим его выкупа».
После выпуска различные информационные агентства отказались транслировать видеоклип «Prayer», цитируя, что он имеет черты и образы с нападениями 11 сентября 2001 года в Соединенных Штатах. Disturbed первоначально планировали отредактировать видео для трансляции по телевидению, но в конечном счёте выбрали и оставили первоначальный вариант. Дрейман объяснил этот выбор, когда он сказал, «Если бы мы согласились отредактировать видео… тогда, это предполагало, что мы соглашаемся с решением, что есть что-то наступательное или достаточно провокации по поводу видео. Мы не соглашаемся с этим». Дрейман далее критикует решение снять другую версию клипа, «у Нас нет характера в нашем видео, кто изображает Усаму бин Ладена и подскакивает и танцует вокруг, который является прямым фактором к 9/11».
Группа не ставила перед собой цели, чтобы видеоклип состоял в том, чтобы изобразить нападения 11 сентября 2001 года, согласно Дэвиду Дрейману. Он объяснил это, говоря, "Это предназначалось, чтобы выглядеть апокалиптичным, но это никогда не предназначалось, чтобы пропагандировать ситуацию, которая случилась 9/11. «Из-за предмета… мы нуждались в чём-то грандиозном, таком как землетрясение или падение метеора или какое-то стихийное бедствие, чтобы показать руку сверхъестественного или другой высшей власти». Дэвид Дрейман сказал, «видео повествует о проходе через препятствия жизни и преодоление всех её тестов, которые судьба может бросить в Вас в процессе жизни. Эта песня пытается убедить Вас, что у Вас есть сила, чтобы пройти все испытания, которые могут встретиться на вашем жизненном пути, и все несчастья не могут прекратить Ваш путь. Эта песня вдохновляет надежду». Несмотря на то, что клип на песню «Prayer», получил небольшую трансляцию на телеканал, Disturbed, продолжали продвигать видеоклип включением его на их альбом,Believe, и распространяя его на различных веб-сайтах.

## Список композиций

### CD 1
Слова и музыка всех песен — Disturbed, кроме песни «Shout 2000», написанной группой Tears for Fears.
| №                   | Название            | Длительность |
| ------------------- | ------------------- | ------------ |
| 1.                  | «Prayer»            | 3:39         |
| 2.                  | «Fear (Live)»       | 3:50         |
| 3.                  | «Conflict (Live)»   | 4:40         |
| Общая длительность: | Общая длительность: | 12:09        |

### CD 2
| №                   | Название                | Длительность |
| ------------------- | ----------------------- | ------------ |
| 1.                  | «Prayer»                | 3:39         |
| 2.                  | «Droppin Plates (Live)» | 3:56         |
| 3.                  | «Shout 2000 (Live)»     | 4:47         |
| Общая длительность: | Общая длительность:     | 12:22        |

## Позиция в чарте
| Год  | Чарт                         | Позиция |
| ---- | ---------------------------- | ------- |
| 2002 | Канада (Canadian Singles)    | 14      |
| 2002 | США (Mainstream Rock Tracks) | 3       |
| 2002 | США (Alternative Songs)      | 3       |
| 2002 | США (Hot 100)                | 58      |